# Río Pichoy
El río Pichoy es un curso natural de agua que es la continuación a partir de la ciudad de Mafil del río Iñaque. Después de cruzar en centro de la cuenca del río Valdivia en la Región de Los Ríos desemboca finalmente en el río Cruces.

## Trayecto
El Pichoy nace del Iñaque y drena un área importante del Valle Central recogiendo las aguas de los ríos Mafil, Iñaque V Rucapichin.: 476 

## Caudal y régimen
La subcuenca del río Cruces y sus afluentes tiene un marcado régimen pluvial, ya que sus crecidas ocurren durante el período de lluvias invernales, y los menores escurrimientos durante el período estival. En años lluviosos los mayores caudales ocurren entre junio y agosto, resultado las lluvias de invierno. En años normales y secos no cambia la secuencia de carácter pluvial, con los mayores entre julio y septiembre. El período de menores caudales se observa en el trimestre dado por los meses entre enero y marzo.: 51 

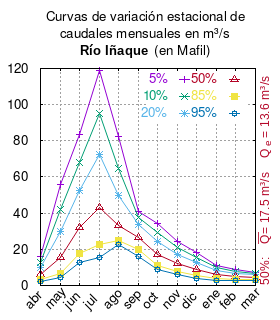
Curvas de variación estacional del río Iñaque en Mafil, es decir al comienzo del Pichoy.

El caudal del río (en un lugar fijo) varía en el tiempo, por lo que existen varias formas de representarlo. Una de ellas son las curvas de variación estacional que, tras largos periodos de mediciones, predicen estadísticamente el caudal mínimo que lleva el río con una probabilidad dada, llamada probabilidad de excedencia. La curva de color rojo ocre (con {\displaystyle {\color {Red}\vartriangle }}) muestra los caudales mensuales con probabilidad de excedencia de un 50 %. Esto quiere decir que ese mes se han medido igual cantidad de caudales mayores que caudales menores a esa cantidad. Eso es la mediana (estadística), que se denota Qe, de la serie de caudales de ese mes. La media (estadística) es el promedio matemático de los caudales de ese mes y se denota {\displaystyle {\overline {Q}}}.
Una vez calculados para cada mes, ambos valores son calculados para todo el año y pueden ser leídos en la columna vertical al lado derecho del diagrama. El significado de la probabilidad de excedencia del 5 % es que, estadísticamente, el caudal es mayor solo una vez cada 20 años, el de 10 % una vez cada 10 años, el de 20 % una vez cada 5 años, el de 85 % quince veces cada 16 años y la de 95 % diecisiete veces cada 18 años. Dicho de otra forma, el 5 % es el caudal de años extremadamente lluviosos, el 95 % es el caudal de años extremadamente secos. De la estación de las crecidas puede deducirse si el caudal depende de las lluvias (mayo-julio) o del derretimiento de las nieves (septiembre-enero).

## Historia
Francisco Solano Asta-Buruaga y Cienfuegos escribió en 1899 en su obra póstuma Diccionario Geográfico de la República de Chile sobre el río:
Pichoy (Río de).-—Corre por el departamento de Valdivia al N. de su capital. Se forma de la reunión de los riachuelos de Mafil y Pulil. se dirige hacia el O. con pequeñas vueltas ó recodos y desagua, juntamente con el Cayumapu, en la margen oriental ó izquierda del río Cruces por los 39º 43' Lat. y 73° 12' Lon. Tiene un curso lento de 25 kilómetros más ó menos, de riberas selvosas, ligeramente ancho y de hondura bastante para ser navegado por embarcaciones que calen hasta dos metros. Más arriba de su desembocadura se halla en su orilla el caserío de su nombre; existen también en ellas otros fundos y lugares denominados Chiguao, Iñaque, Llofe, Miraflores, Putabla, &c.

## Población, economía y ecología

Diagrama unifilar de la cuenca del río Valdivia.